# Tresviri
Tresviri oder Triumviri (lateinisch wörtlich „drei Männer“, Singular tresvir oder triumvir) war im antiken Rom die Bezeichnung für ein Kollegium, das aus drei Magistraten bestand, die für einen bestimmten Aufgabenbereich zuständig waren.
Die 
- Tresviri capitales (mit polizeilichen und Justizvollzugsaufgaben)

und die
- Tresviri monetales (Münzmeister)

gehörten zu den Vigintisexviri, der Gruppe der Eingangsämter der senatorischen Ämterlaufbahn (cursus honorum).
Daneben gab es Triumvirn als zeitlich befristet eingesetzte Sonderkommission zur Gründung von Kolonien (Tresviri coloniae deducendae) oder zur Verteilung von Ackerland an römische Bürger (Tresviri agris dandis adsignandis). Solche Kommissionen (mit der etwas geänderten Bezeichnung Tresviri agris iudicandis adsignandis) wurden auch während der gracchischen Reformversuche eingesetzt.
Die bekanntesten Zusammenschlüsse von drei Männern in spätrepublikanischer Zeit, die zur allgemeinen Bezeichnung eines solchen Bündnisses als Triumvirat führten, waren die informelle Abmachung zwischen Gaius Iulius Caesar, Gnaeus Pompeius Magnus und Marcus Licinius Crassus im Jahr 60 v. Chr., später als „Erstes Triumvirat“ bezeichnet, und die Errichtung einer dreiköpfigen Sondermagistratur 43 v. Chr. für Marcus Antonius, Octavian (den späteren Augustus) und Marcus Aemilius Lepidus („Zweites Triumvirat“, formal Tresviri/Triumviri rei publicae constituendae „für die Wiederherstellung der Republik“).